# Nyor Manis
Nyor Manis is een bestuurslaag in het regentschap Bangkalan van de provincie Oost-Java, Indonesië. Nyor Manis telt 2665 inwoners (volkstelling 2010).